# الفيلق النرويجي
الفيلق النرويجي (بالنرويجية: Den Norske Legion)‏، (بالألمانية: Freiwilligen-Legion Norwegen)‏ كان تشكيلًا نرويجيًا متعاونًا لـفافن إس إس أثناء الحرب العالمية الثانية. شُكِّل في النرويج التي احتلتها ألمانيا في 29 يونيو 1941، دعمًا لأهداف الحرب النازية. وحُل في عام 1943.

## التاريخ

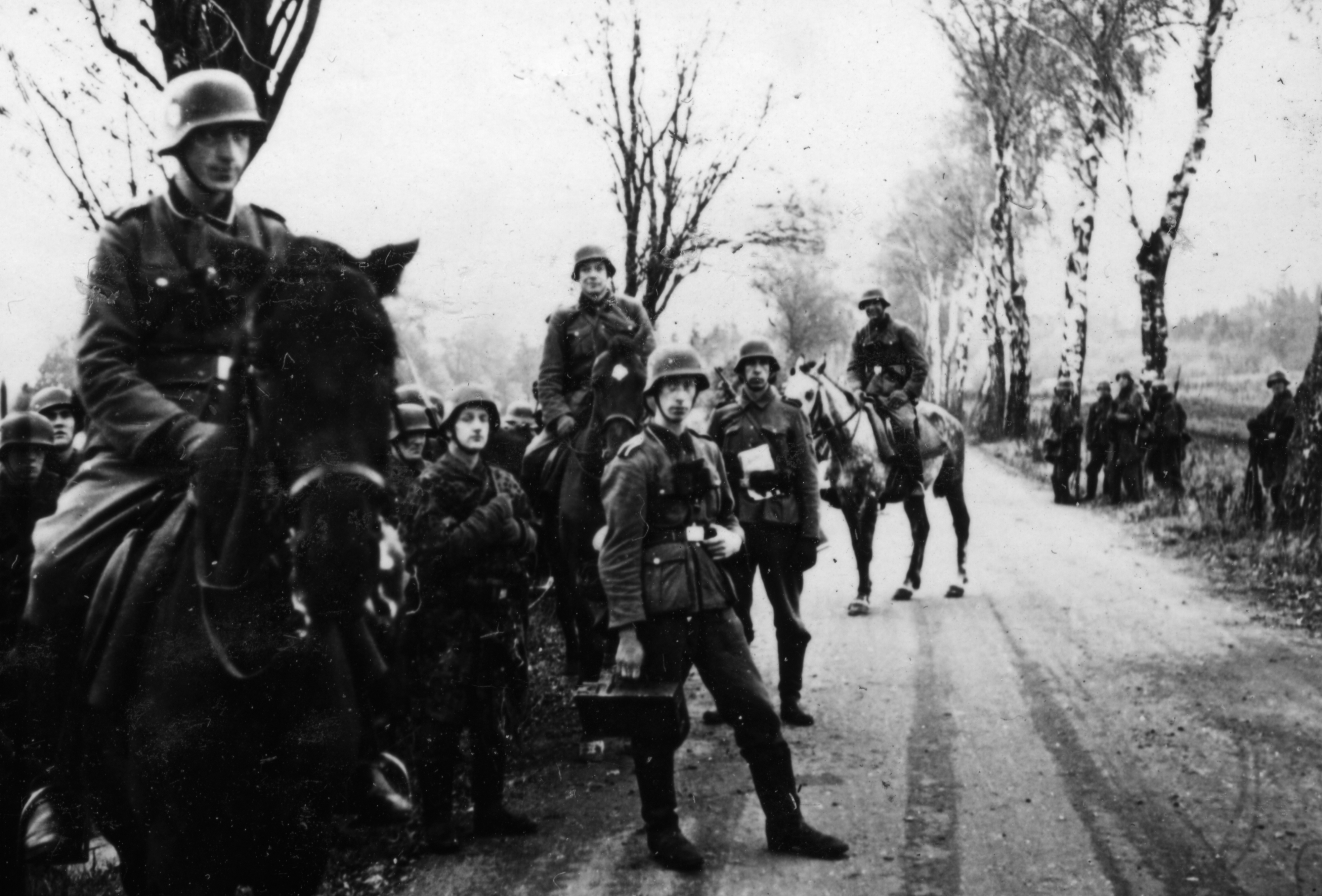
الفيلق النرويجي في شمال روسيا، صيف 1942.

تم تشكيل الوحدة من متطوعين أكدوا أنها ستكون وحدة نرويجية تضم ضباطًا نرويجيين وأزيائهم ولغتهم الرسمية وأن منطقة عملياتها ستكون فنلندا. بدلاً من ذلك، تم نشر الوحدة في شمال روسيا في الاتحاد السوفيتي المحتل، في المنطقة الخلفية للجيوش المجموعة الشمالية. وقد تم ذلك من قبل الألمان لتجنب تعزيز أي مطالبات الأراضي النرويجية لشبه جزيرة كولا ومنطقة بيتامو الفنلندية، والتي كانت مطلوبة من قبل نظام كفيشلينغ.  في البداية أمل كفيشلينغ في نشر أكثر من 30000 من الفيلق النرويجي في إقليم لابي الفنلندي، لكن هذا تم رفضه من قبل كل من الألمان والفنلنديين.
يقع الفيلق في كراسنوي سيلو بالقرب من بوشكين، ويخضع لسيطرة لواء المشاة 2 إس إس. في مايو 1942، تم سحب الوحدة، والعودة في يونيو 1942. غادر الفيلق الاتحاد السوفياتي المحتل في عام 1943، بعد أن عانى من خسارة أكثر من 180 ضحية في سنة. خلال تلك الفترة، تم تعزيزها من قبل وإس إس الأول وسرية شرطة تحت قيادة رئيس ألجيماينه إس إس النرويجية، Jonas Lie. تم حل الفيلق في مارس 1943. تم نقل الأفراد الذين أرادوا متابعة الخدمة إلى فرقة المتطوعين إس إس بانزرجرينادير نوردلاند.

## القادة
- Legion- قائد وحدة الاعتداء الفنلندي كيلستروب (يونيو 1941 - ديسمبر 1، 1941)
- الفيلق ستورمبانفرير يورغن باكي (ديسمبر 1941 - 15 ديسمبر 1941)
- SS- أوبرستورمبانفورر آرثر كفيست (ديسمبر 1941 - مارس 1943)

### اقتباسات
1. ↑  Ueberschäer 1998.